# Pláničský rybník
Pláničský rybník je přírodní rezervace poblíž obce Černá v Pošumaví v okrese Český Krumlov. Důvodem ochrany je zachování cenných porostů vodní a litorální vegetace rybníka a charakteristických vodních a mokřadních živočichů s prioritní ochranou populace kriticky ohrožené vodní rostliny stulíku malého (Nuphar pumila).